# نیساتا
نیساتا (به انگلیسی: Nisatta) یک شهرک در پاکستان است که در شهرستان چهارسده واقع شده‌است.